# Adam Tooze
J. Adam Tooze (Londen, 5 juli 1967) is een Engelse historicus, professor aan de Columbia-universiteit en aldaar directeur van het European Institute.
Daarvoor was hij reader in 20e-eeuwse geschiedenis aan de Universiteit van Cambridge en Gurnee Hart fellow in geschiedenis aan het Jesus College, Cambridge. Na zijn vertrek uit Cambridge in 2009 bracht hij zes jaar door aan de Yale-universiteit als hoogleraar moderne Duitse geschiedenis en director of the International Security Studies (ISS) bij het MacMillan Centre. Via zijn boeken (zoals Crashed) en zijn online nieuwsbrief (Chartbook) bereikt hij een gevarieerd publiek van historici, investeerders, bestuurders en anderen.
- Bibsys: 7027032
- Biblioteca Nacional de España: XX5613863
- Bibliothèque nationale de France: cb14451624b (data)
- Catàleg d'autoritats de noms i títols de Catalunya: 981058508279706706
- CiNii: DA13251309
- Gemeinsame Normdatei: 114645825
- International Standard Name Identifier: 0000 0001 0909 5374
- Library of Congress Control Number: n00102493
- Nationale Bibliotheek van Letland: 000144801
- Mathematics Genealogy Project: 244111
- Bibliotheek van het Japanse parlement: 001330102
- Nationale Bibliotheek van Tsjechië: vse2007414884
- Nationale Bibliotheek van Israël: 987010350262205171
- Nationale Bibliotheek van Polen: a0000003420102
- Nederlandse Thesaurus van Auteursnamen: 270214801
- Réseau des bibliothèques de Suisse occidentale: 02-A009256644
- Istituto Centrale per il Catalogo Unico: TO0V422497
- LIBRIS: 320343
- Système universitaire de documentation: 05920981X
- Virtual International Authority File: 230142805
- WorldCat: E39PBJtGXV7hQCBbHgBfy87yh3